# Mesocarpio
En botánica el mesocarpio es la capa intermedia del pericarpio, esto es, la parte del fruto situada entre endocarpio y epicarpio.
Es la parte de la fruta que se consume normalmente y es resultado de la transformación de la pared ovárica de la flor, por lo que habitualmente envuelve al endocarpio que a su vez envuelve a las semillas.
Cuando se trata de frutos carnosos el mesocarpio se suele llamar pulpa, aunque el nombre técnico para un mesocarpio carnoso es sarcocarpio. Sin embargo no todas las frutas carnosas tienen sarcocarpio: los hesperidios son un tipo de baya modificada cuyo mesocarpio es una fibra blanca que rodea los gajos recubierta de un epicarpio de color verde, amarillo o naranja.
Sin embargo en la mayoría de los frutos, como bayas, drupas o pomos el mesocarpio es una capa gruesa y suculenta, de esta forma los animales serán atraídos por este sarcocarpio y elegirán las frutas más jugosas para comérselas. Dentro del estómago del animal el endocarpio protege la semilla para que no sea digerida y sea expulsada con los excrementos. De esta forma el animal difunde la semilla del árbol que tras ser excretada brotará en sitios más o menos lejanos al árbol original.
- Datos: Q2347911